# Giovanni Baviera
Giovanni Baviera (Modica, 1875 – Palermo, 1963) è stato un giurista e politico italiano, studioso del diritto romano e per anni rettore dell'Università degli Studi di Palermo.

## Biografia
Nacque a Modica, allora capoluogo di Sottointendenza in provincia di Siracusa, nel 1875. A Berlino studiò, conobbe e frequentò Theodor Mommsen, e a Pisa fu allievo di Filippo Serafini.
Ottenne le libere docenze in Storia del diritto romano nel 1900, di Istituzioni di diritto romano nel 1902 e dall'anno accademico 1902-1903 l'Università di Palermo gli conferì l'insegnamento di Storia del diritto romano. Tra il 1912 e il 1926 insegnò inoltre all'università di Pisa e poi a Napoli, che lasciò in seguito a persecuzioni politiche subite in quanto antifascista.
Nel 1919 fu eletto alla Camera dei deputati,  e riconfermato nel 1921 dove operò, dopo la marcia su Roma, conformemente ai suoi principi liberali opponendosi, per quanto possibile, al regime fascista. Restò parlamentare fino al 1924.
Amico di Benedetto Croce, anche al suo ritorno a Palermo subì restrizioni da parte del regime fascista ma, alla Liberazione e dopo un'attività politica anche clandestina, fu nominato all'unanimità dai suoi colleghi Rettore dell'Università di Palermo, carica che ricoprì dal 1943 al 1950. Nel 1945 fu membro della Consulta regionale siciliana.
Massone, membro del Grande Oriente d'Italia, raggiunse il 33º grado del Rito scozzese antico ed accettato e fu membro del suo Supremo Consiglio, dal quale si dimise nel 1925..
Morì a Palermo nel 1963.